# Blšany u Loun
Obec Blšany u Loun (německy Pschan) se nachází v okrese Louny v Ústeckém kraji. Žije v ní 417 obyvatel.

## Název
Název Blšany (lidově Pšany) je odvozen ze staročeského slova blcha (blecha), používaného nejspíše jako příjmení, ve významu ves lidí Blechových. Dalším jazykovým vývojem se pro usnadnění výslovnosti úvodní slabika Bl- změnila na Pš-. V historických pramenech se název objevuje ve tvarech: Blsaz (okolo roku 1227), Blsan (1268, 1381), Vebelsan (z českého výrazu: ve Blšanech; 1341), Blssan (1386), „in villa Blssanech“ (1394), in Blssanech (1419), Bssany (1547), w pssanech (1550), Pssany (1600), we Pssanech (1600), „s mlejnem Pssanskeym“ (1600), Blssany (1654), Pssany (1787) a Pschan nebo Pssany (1846).

## Historie
První písemná zmínka o vesnici pochází z doby okolo roku 1227.

## Obyvatelstvo
|           | 1869 | 1880 | 1890 | 1900 | 1910 | 1921 | 1930 | 1950 | 1961 | 1970 | 1980 | 1991 | 2001 | 2011 |
| --------- | ---- | ---- | ---- | ---- | ---- | ---- | ---- | ---- | ---- | ---- | ---- | ---- | ---- | ---- |
| Obyvatelé | 328  | 401  | 424  | 497  | 549  | 473  | 441  | 307  | 304  | 302  | 270  | 207  | 203  | 239  |
| Domy      | 43   | 49   | 55   | 58   | 76   | 77   | 104  | 108  | 90   | 88   | 80   | 90   | 91   | 114  |

## Pamětihodnosti
V jižní části vesnice stojí na okraji hospodářského dvora blšanský zámek postavený na konci šestnáctého století Janem Hruškou z Března. Dochovaná podoba je výsledkem barokní přestavby provedené po třicetileté válce.